# Uummannaq
Uummannaq (antigamente: Umanak) é um assentamento da costa noroeste da Groenlândia, situado a norte do Círculo Polar Ártico, numa pequena ilha de um fiorde desembocando na baía de Baffin.                                                                        Tem 1 383 habitantes (2024), sendo assim a 2ª cidade mais populosa da região, e pertence ao município de Avannaata.                                                                                                                  Abriga o molhe portuário mais a norte do país. 

## Etimologia
Uummannaq é um nome gronelandês, significando “com a forma de coração“, em alusão à montanha de Uummannaq, a norte da cidade.

## História

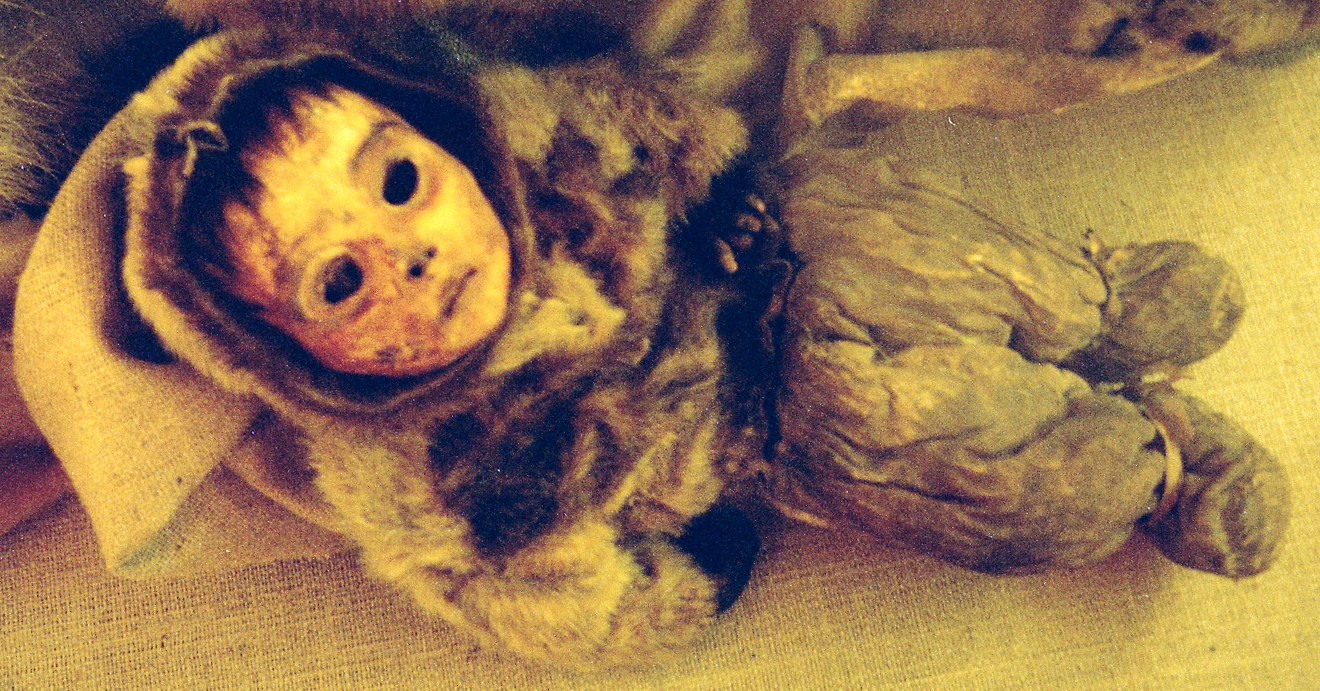
Múmia de menino de seis meses

A presença dos inuítes na região é atestada pelas oito múmias bem conservadas, e datadas para cerca de 1470,que foram encontradas na década de 1970 em Qilakitsoq, a sul da própria Uummannaq.                                                
Nos séculos XVII e XVIII, pescadores holandeses caçavam baleias e faziam trocas comerciais com os inuítes.                 
A colonização dinamarquesa começou em 1761, tendo uma colónia sido fundada no local em 1763.                    
As peles de foca, os dentes de baleia narval e de morsa e as peles de urso polar eram então a principal fonte de rendimento.                                               

## Geografia

A ilha de Uummannaq.

A cidade está localizado a aproximadamente 500 km a norte do Círculo Polar Ártico, na ilha Uummannaq, no interior do fiorde Uummannaq.                                                                                                                  
Dominando o norte da ilha está a montanha Uummannaq com 1170 metros de altura. A sua escalada é difícil e requer habilidades técnicas.

## População
Com 1 383 habitantes (2024), Uummannaq é a 2ª cidade mais populosa do município de Avannaata, atrás apenas de Ilulissat. A população diminuiu mais de 7% em relação a 1990 e mais de 11% em relação a 2000.

## Cultura

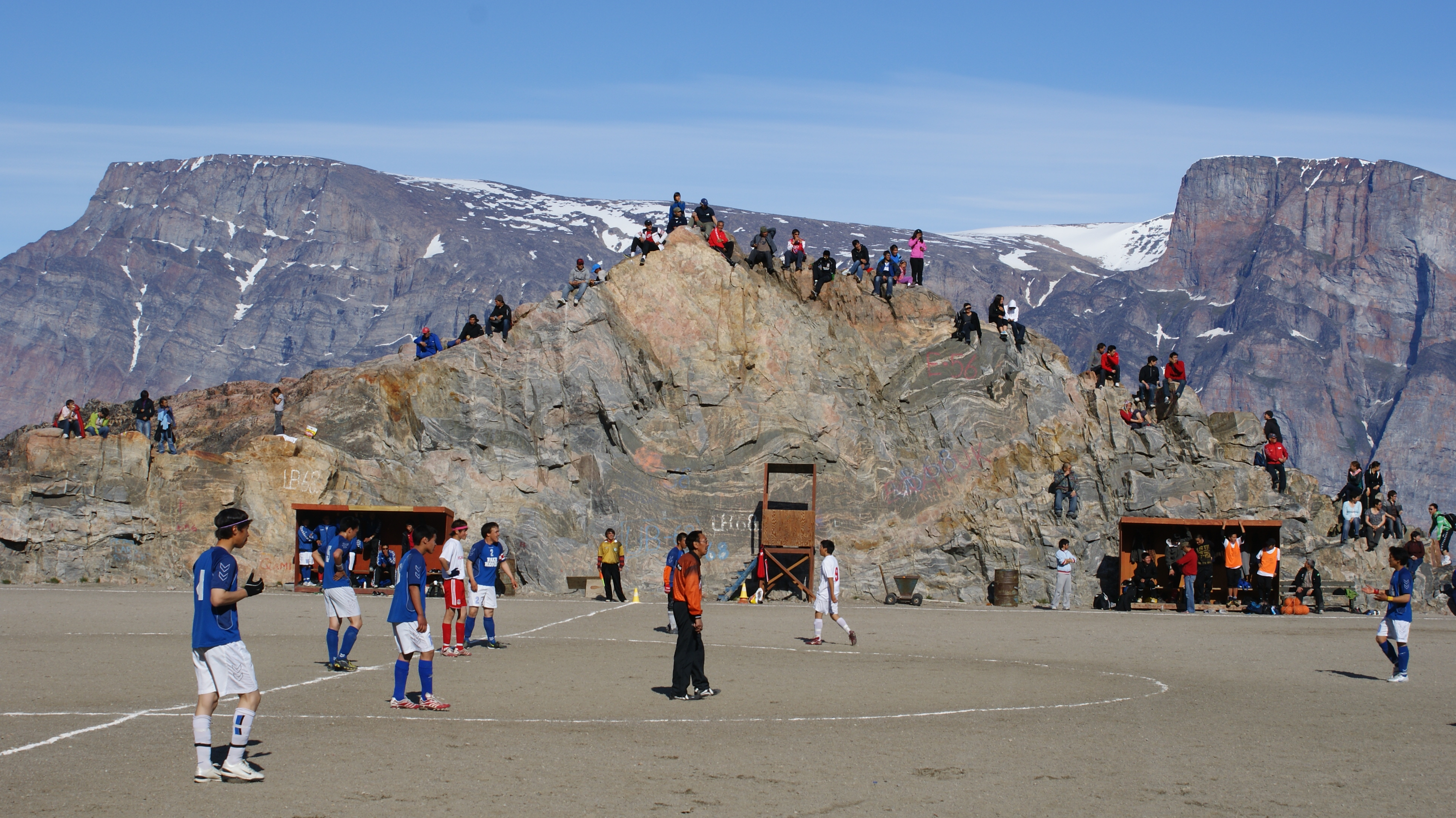
Jogo de futebol em Uummannaq.

As crianças dinamarquesas e gronelandêsas aceitam que o pai natal vive na Baía Spraglebugten, no oeste da ilha. Foi construída lá uma cabana de relva (Castelo de Santa) por um programa de televisão dinamarquesa. A cantora escocesa KT Tunstall criou uma canção do seu 3º álbum Tiger Suit chamada "Uummannaq Song" que foi inspirada pela sua viagem à cidade em setembro de 2008.

## Transporte
O acesso à cidade é feito por voos domésticos e por alguns barcos.

A Air Greenland opera serviços do Heliporto de Uummannaq para o Aeroporto de Qaarsut. Nos meses de Verão, a Royal Artic Line opera serviços com saídas de barcos pequenos para assentamentos vizinhos, incluindo Qaarsut.

## Economia
As principais actividades económicas de Uummannaq são a caça e a pesca. A cidade possui uma fábrica de conservas e uma pedreira de mármore.

## Desporto
A cidade é sede do clube ATA Tasiilaq (futebol).

## Personalidades notáveis
- Ole Jørgen Hammeken - Explorador Polar (Nascido em 1956) [8]
- Hans Grøndvold - Descobridor das múmias de Qilakitsoq [9]
- Nukâka Coster-Waldau - Cantora e Atriz, antiga Miss Gronelândia e esposa do ator dinamarquês Nikolaj Coster-Waldau (Nascida a 23 de fevereiro de 1971) [10]

## Galeria

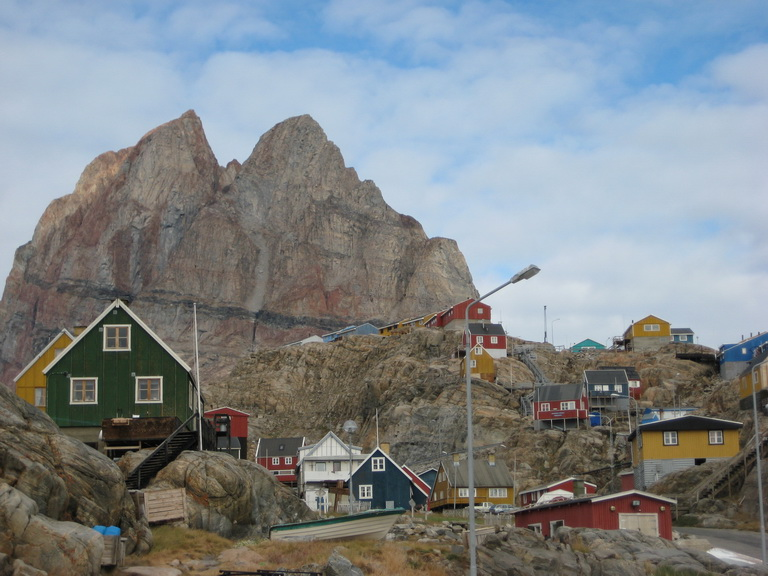
Uummannaq e a Montanha Uummannaq no fundo.
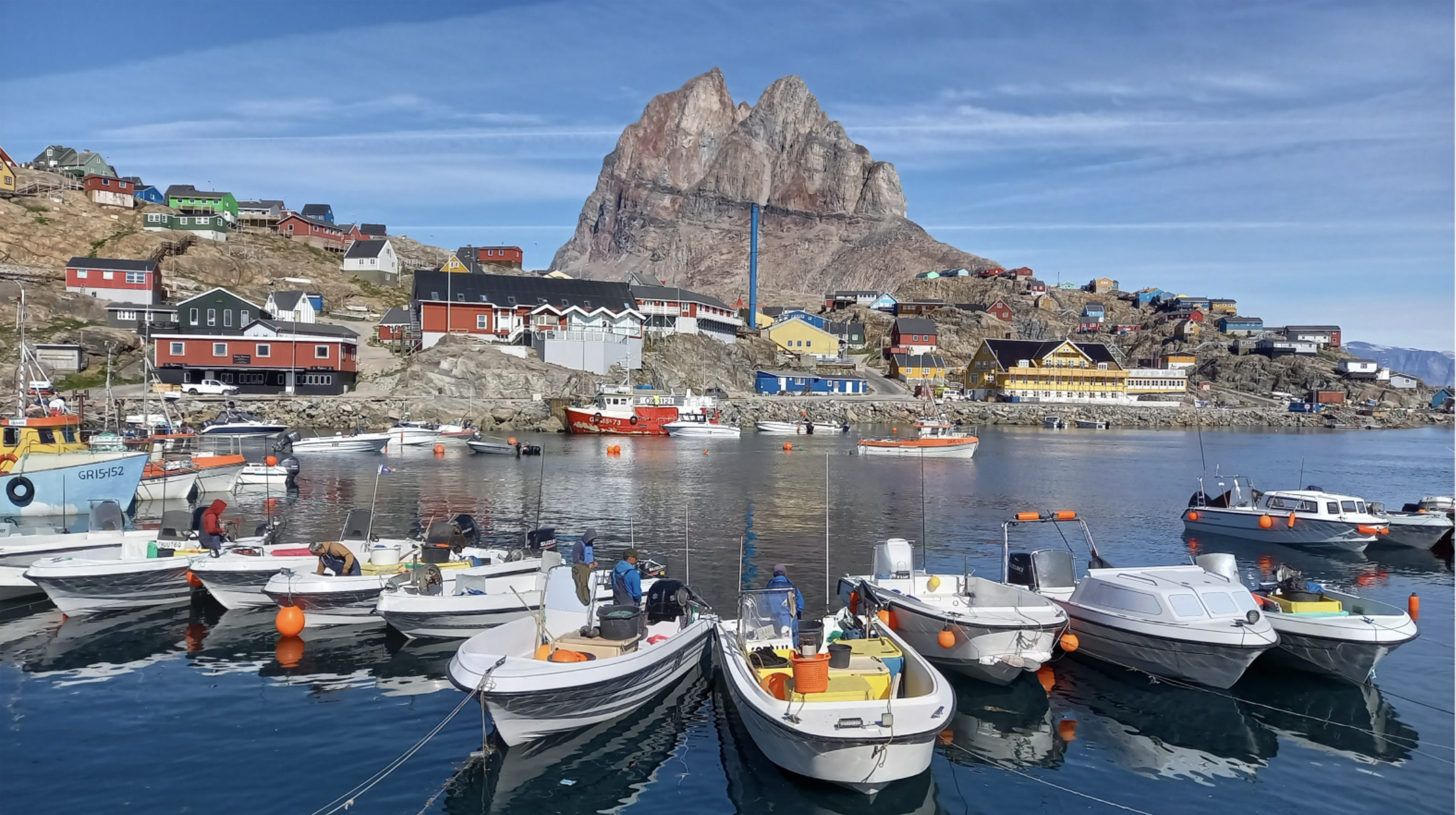
Pesca tradicional
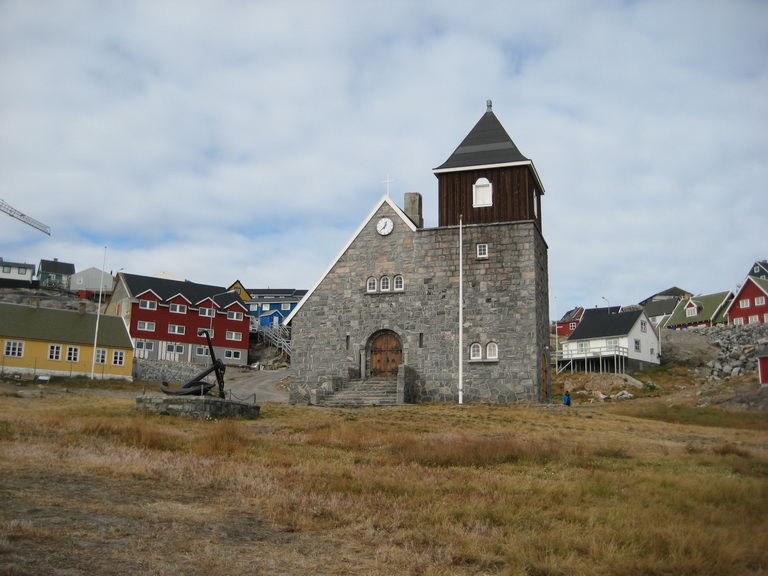
Igreja de Uummannaq
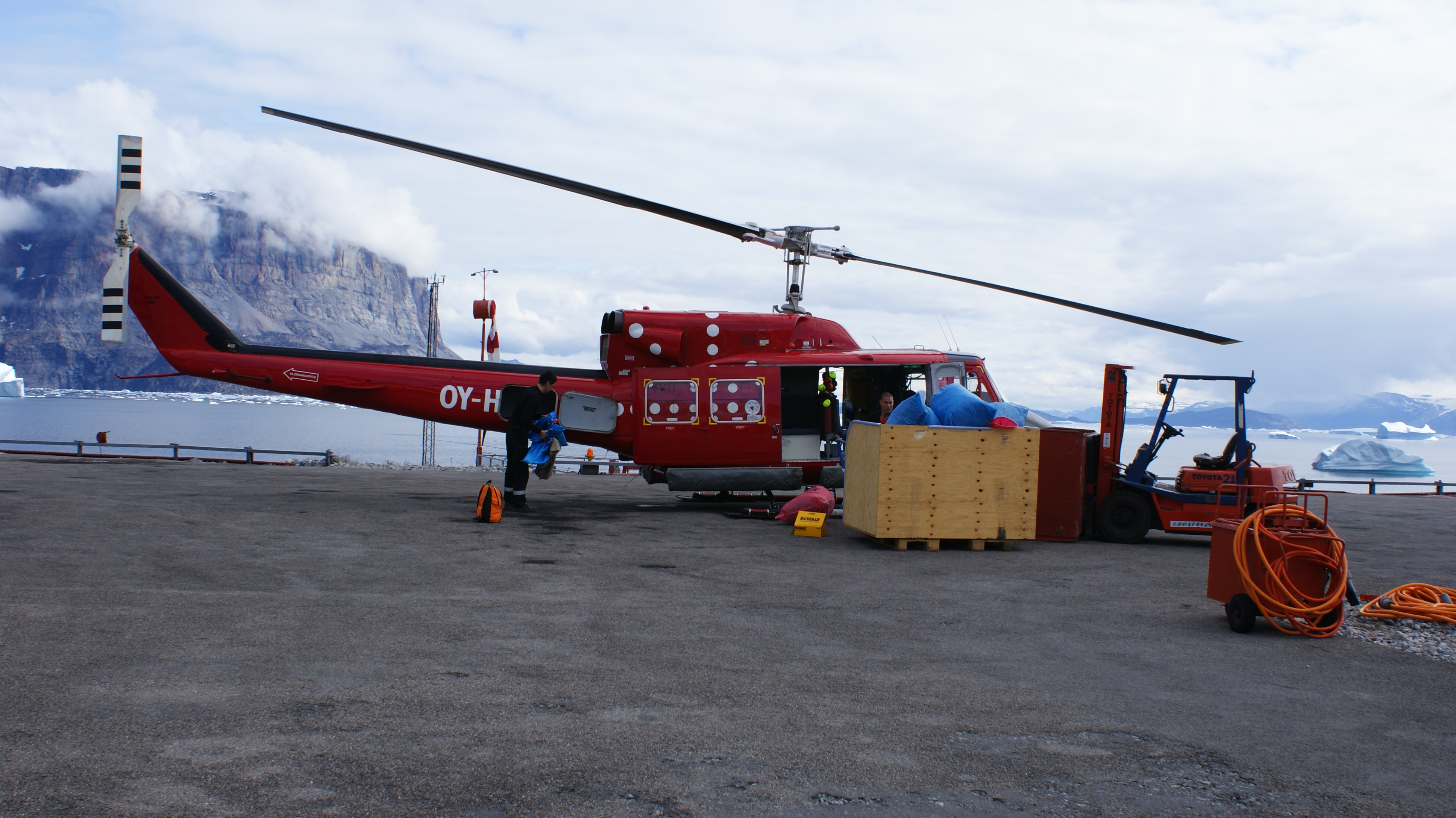
Heliporto de Uummannaq
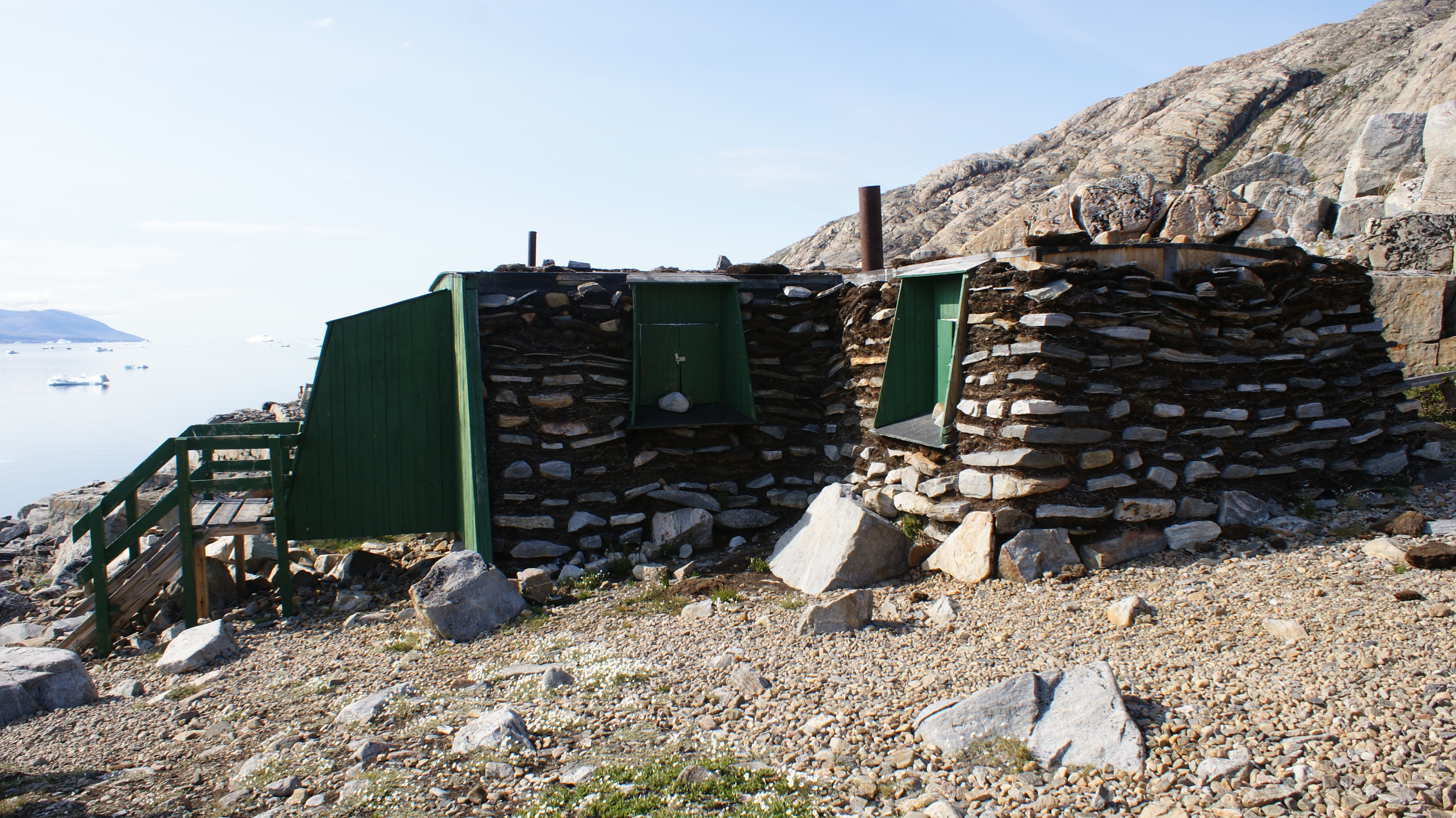
O Castelo de Santa na ilha de Uummannaq
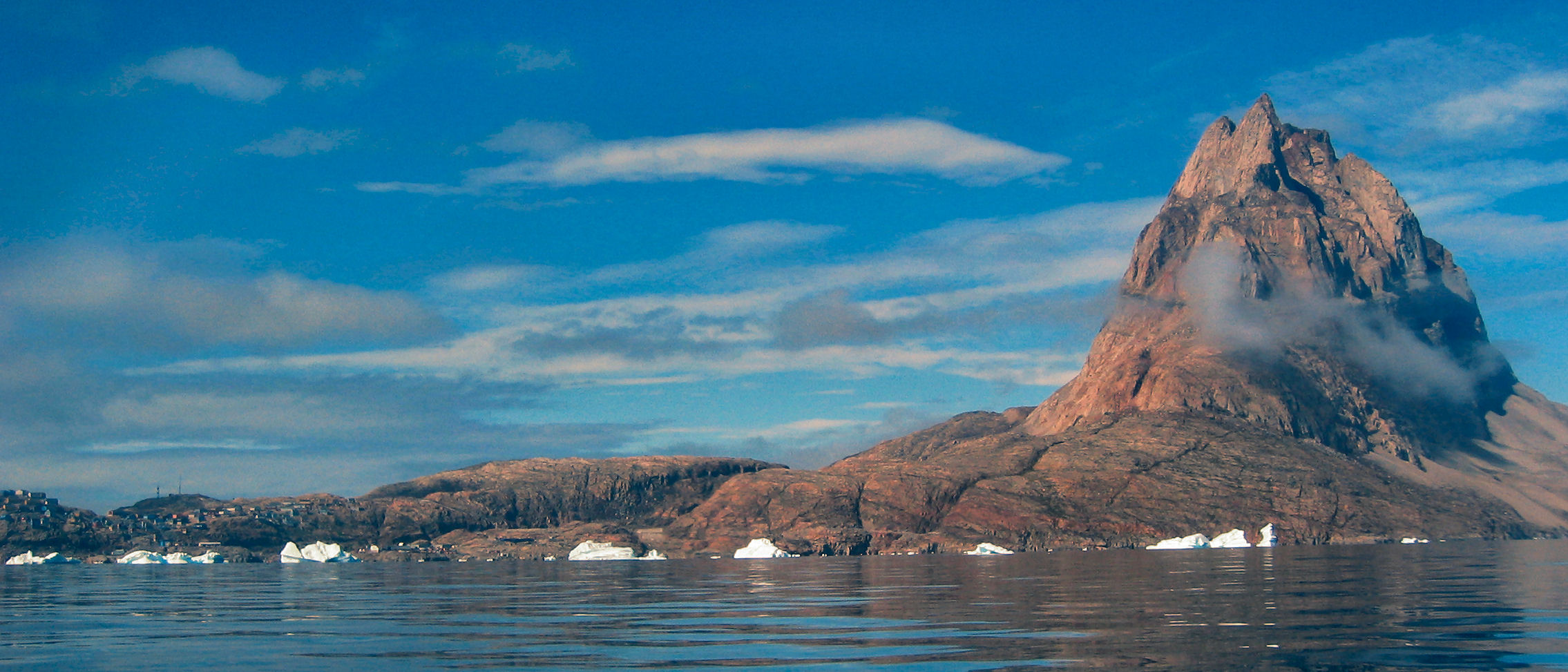
Uummannaq no extremo esquerdo da imagem e a Montanha Uummannaq.